# Вахрушево
Вахрушево (укр. Вахрушеве/Боково-Хрустальне; рус. Вахрушево) град је у Украјини у Луганској области. Према процени из 2019. у граду је живело 11.518 становника.

## Положај
На југозападној периферији града, омеђеном коритом реке Мијус, налази се граница између Луганске и Доњецке области. У западним деловима Вахрушева, његова лева притока Мијусик се улива у реку Мијус.
Суседна насеља су: село Књагиневка и град Мијусинск  на југоистоку, села Хрусталноје, Хрустални и град Красни Луч/Хрустални на истоку, села Софјевски на североистоку, Грушевоје, Жетва, Тамара на северу, Красни Кут на северозападу, Садово-Хрусталненски на западу; у Доњецкој области, село Андрејевка на југозападу.

## Историја
Град је настао 1954. године као резултат синдиката четири радничка насеља која су настала око рудника угља, названих по Василију Васиљевичу Вахрушеву, бившем министру индустрије угља СССР-а.
У јануару 1959. године број становника је био 11.470. Године 1963. Вахрушево добија статус града.
Године 1979. постојала су два рудника угља, фабрика за прераду, поправку и машинска фабрика, радионица фабрике конфекције Краснолучка, рударско одељење Красношчековскоје, фабрика потрошачких услуга, две стручне школе, 7 средњих школа, музичка школа, две болнице и 9 других здравствених установа, Дом културе, 4 библиотеке и 4 клуба.
У јануару 1989. године становништво је износило 18.162 људи, основа привреде је била експлоатација угља. У мају 1995. године, Кабинет министара Украјине је одобрио одлуку о приватизацији каменолома Красношчековски који се налази у граду.
Године 2008. године једна од градских школа је затворена. Од 1. јануара 2013. године број становника је био 11.878.
Врховна рада Украјине је 12. маја 2016. године преименовала град Вахрушево у Боково-Хрустаљноје у оквиру кампање декомунизације у Украјини. Одлуку нису признале локалне власти Луганске Народне Републике.

## Становништво
Према процени, у граду је 2019. живело 11.518 становника.
| 1970.  | 1979.  | 1989.  | 2001.  | 2012.  |
| ------ | ------ | ------ | ------ | ------ |
| 22.131 | 18.942 | 18.162 | 14.773 | 12.050 |